# Ricardo Gatzagaetxebarría Bastida
Ricardo Gatzagaetxebarría Bastida (Ondarroa, Biscaia, 1960) és un polític basc, net de l'arquitecte basc Ricardo Bastida Bilbao. Llicenciat en dret per la Universitat de Deusto (1977-1982), és Lletrat del Govern Basc en serveis especials.
Militant del Partit Nacionalista Basc (PNB), ha estat regidor de l'ajuntament d'Ondarroa de 1987 a 1992, Director d'Administració Local del Govern Basc (1991-1992) sota el lehendakari de José Antonio Ardanza Garro, diputat per Biscaia a les eleccions generals espanyoles de 1993 i senador per Biscaia a les eleccions generals espanyoles de 1996 i 2000. Posteriorment ha estat diputat per Biscaia a les eleccions al Parlament Basc de 2005, 2009 i 2012. Durant aquests anys ha estat vocal de la comissió d'economia, hisenda i pressupostos del Parlament Basc.
Durant la legislatura 2009-2012 va arribar a enfrontar-se al lehendakari Patxi López, afirmant que era un ignorant dins d'un debat econòmic. Un dia després demanaria disculpes al dirigent socialista.
El desembre del 2012 fou nomenat Conseller d'Ocupació i Polítiques Socials del Govern Basc, havent de deixar el seu càrrec com a Diputat Foral de Presidència de la Diputació Foral de Biscaia.